# Minkinens damm
Minkinens damm är en sjö i Haparanda kommun i Norrbotten och ingår i Keräsjoki-Sangisälvens kustområde.